# Ronsenac
Ronsenac est une commune du Sud-Ouest de la France, située dans le département de la Charente (région Nouvelle-Aquitaine).
Ses habitants sont les Ronsenacois et les Ronsenacoises.

## Géographie

### Localisation et accès

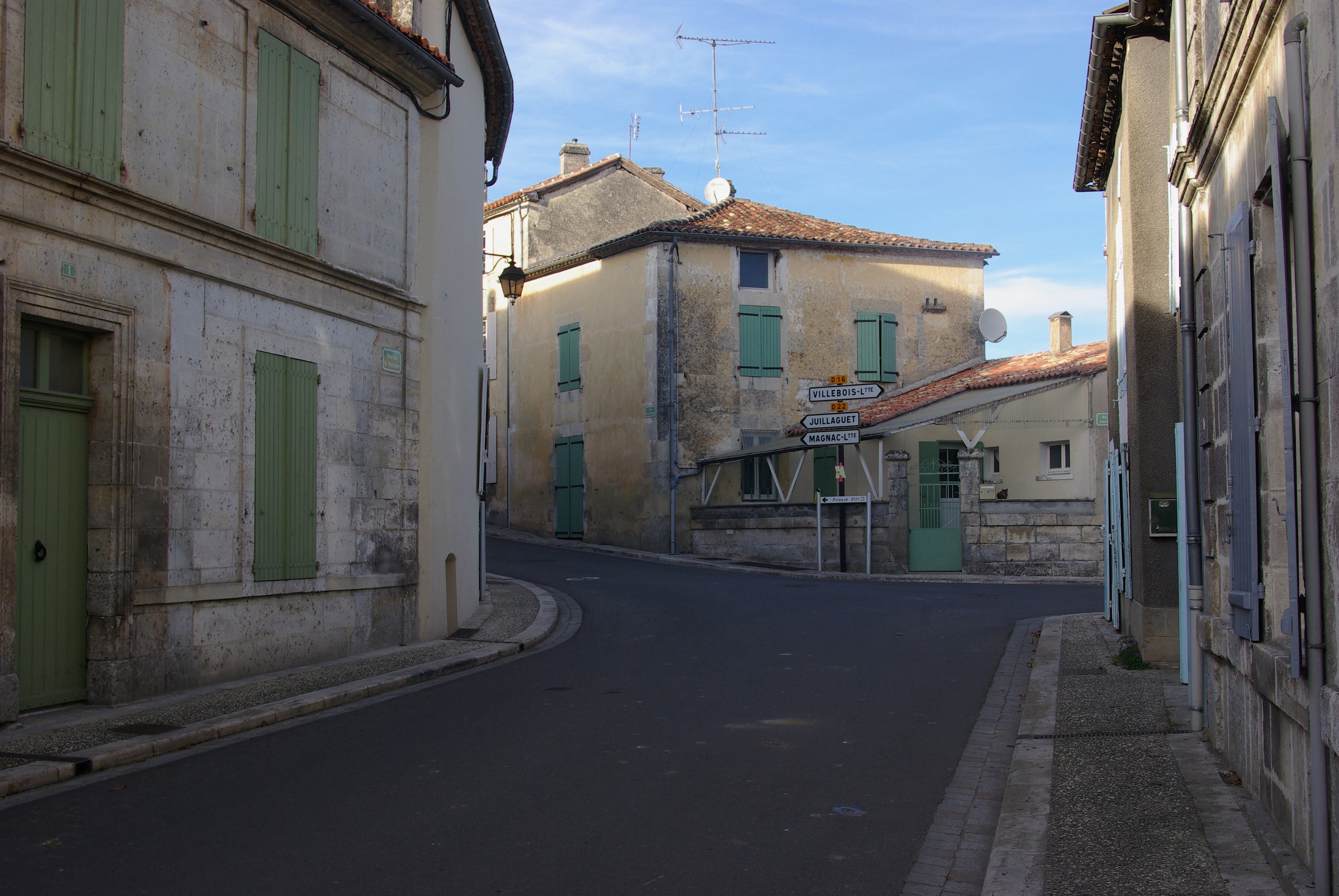
La D 16 et la D 22 au centre du bourg.

Ronsenac est une commune située à 20 km au sud d'Angoulême et à 2,5 km à l'ouest de Villebois-Lavalette.
Le bourg est aussi à 13 km au nord-est de Montmoreau, 17 km à l'est de Blanzac, 24 km au nord d'Aubeterre.
La commune est traversée par les routes départementales D 16, route de Villebois à Montmoreau et la D 81, route de Gurat à Angoulême par Torsac, qui passent dans le bourg. Elle est aussi traversée à l'est par la D 17, route de Villebois à Saint-Séverin et Aubeterre, et à l'ouest par la D 19 qui passe sur la ligne de crête.
La D 5, route de Villebois à Blanzac, Châteauneuf et Barbezieux passe au nord de la commune. La D 674, route d'Angoulême à Libourne, passe à 7 km à l'ouest, et la D 939, route d'Angoulême à Périgueux, passe  à 6 km au nord-est.

### Hameaux et lieux-dits
La commune compte surtout plus de nombreuses fermes que de véritables hameaux. On peut cependant citer Charbonnier, la Michelie, Périchou et l'Étang au sud, la Barre, les Bordes et Chez le Faure près du bourg, etc..

### Communes limitrophes
|                | Magnac-Lavalette-Villars |                     |
| Boisné-La Tude | Ronsenac                 | Villebois-Lavalette |
|                | Gurat                    |                     |

### Géologie et relief
Géologiquement, la commune de Ronsenac est dans le calcaire crétacé du Bassin aquitain.
On trouve le Coniacien, un bar . à l'est de la vallée du Ronsenac, puis le Santonien à l'ouest et sur une petite zone en limite de Villebois. Le sud-ouest de la commune est occupé par le Campanien, et une cuesta par paliers faisant face au nord-est marque un dénivelé sensible. On peut suivre cet escarpement dans tout le sud de la Charente, entre Gurat et le sud de Cognac, par Juillaguet, Jurignac et Bouteville.
La crête à l'ouest de la commune est recouverte de dépôts du Tertiaire (Lutétien), composé de galets, grès et argiles. Ces dépôts ont été altérés lors du Quaternaire, ainsi que le calcaire sur les flancs (sables bruns, zones aussi boisées),,.
Sur la ligne de crête boisée à l'ouest de la commune se trouve son point culminant (204 m). Le point le plus bas est à 80 m, situé en limite sud au bord du Ronsenac. Le bourg est à 105 m d'altitude.

### Hydrographie

#### Réseau hydrographique

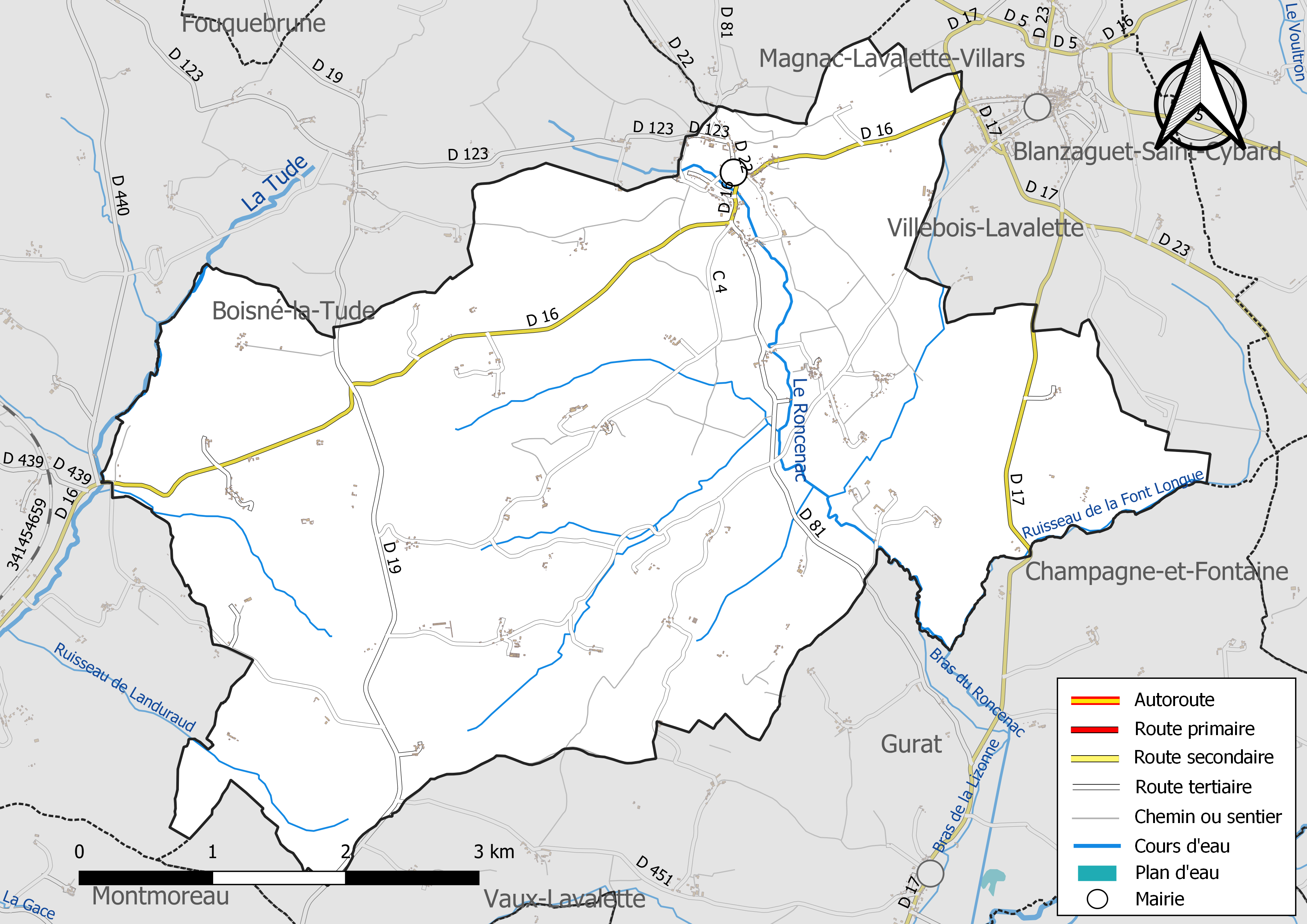
Réseaux hydrographique et routier de Ronsenac.

La commune est située dans le bassin de la Dordogne au sein du Bassin Adour-Garonne. Elle est drainée par la Tude, le Roncenac, le ruisseau de la Font Longue, le ruisseau de Landuraud et par divers petits cours d'eau, qui constituent un réseau hydrographique de 21 km de longueur totale,.
Le Ronsenac, ruisseau qui prend sa source au bourg à la Fontaine légendaire (appelée autrefois Grande fontaine de Ronsenac), est un affluent de la Lizonne, sous-affluent de la Dronne, et se dirige vers le sud. De petits ruisseaux y affluent, comme le ruisseau de Font Longue en limite sud.
La Tude, qui prend sa source à Juillaguet, limite la commune au sud-ouest.
La commune compte aussi de nombreuses petites retenues d'eau servant à l'irrigation.

#### Gestion des eaux
Le territoire communal est couvert par le schéma d'aménagement et de gestion des eaux (SAGE) « Isle - Dronne ». Ce document de planification, dont le territoire regroupe les bassins versants de l'Isle et de la Dronne, d'une superficie de 7 500 km2, a été approuvé le 2 août 2021. La structure porteuse de l'élaboration et de la mise en œuvre est l'établissement public territorial de bassin de la Dordogne (EPIDOR). Il définit sur son territoire les objectifs généraux d’utilisation, de mise en valeur et de protection quantitative et qualitative des ressources en eau superficielle et souterraine, en respect des objectifs de qualité définis dans le troisième SDAGE  du Bassin Adour-Garonne qui couvre la période 2022-2027, approuvé le 10 mars 2022.

### Climat
Comme dans les trois quarts sud et ouest du département, le climat est océanique aquitain.

### Milieux naturels et biodiversité

#### Natura 2000
Bordé à l'ouest par la Tude et arrosé par son affluent le ruisseau de Landuraud, le territoire communal est concerné par le site Vallée de la Tude, identifié dans le réseau Natura 2000 comme important pour la conservation d'espèces animales européennes menacées,.
Seize espèces animales inscrites à l'annexe II de la directive 92/43/CEE de l'Union européenne y ont été répertoriées.
- un amphibien : le Sonneur à ventre jaune (Bombina variegata) ;
- un crustacé, l'Écrevisse à pattes blanches (Austropotamobius pallipes) ;
- six insectes : l'Agrion de Mercure (Coenagrion mercuriale), le Cerf-volant (mâle) ou la Grande biche (femelle) (Lucanus cervus), la Cordulie à corps fin (Oxygastra curtisii), le Cuivré des marais (Lycaena dispar), le Damier de la succise (Euphydryas aurinia) et le Gomphe de Graslin (Gomphus graslinii) ;
- cinq mammifères : la Loutre d'Europe (Lutra lutra) et le Vison d'Europe (Mustela lutreola), et trois chauves-souris : la Barbastelle d'Europe (Barbastella barbastellus), le Murin à oreilles échancrées (Myotis emarginatus) et le Petit rhinolophe (Rhinolophus hipposideros) ;
- deux poissons : le Chabot fluviatile (Cottus perifretum) et la Lamproie de Planer (Lampetra  planeri) ;
- un reptile : la Cistude (Emys orbicularis).

Vingt-six autres espèces animales importantes y ont été recensées dont quatorze sont concernées par l'annexe IV de la directive habitats.

#### ZNIEFF
À Ronsenac, sur un périmètre quasi identique à celui du site Natura 2000 ci-dessus, les vallées de la Tude et du ruisseau de Landuraud font partie de la ZNIEFF de type II nommée « Vallées de la Nizonne, de la Tude et de la Dronne en Poitou-Charentes »,.
Vingt-deux espèces déterminantes d'animaux y ont été répertoriées :
- un amphibien : la Rainette verte (Hyla arborea) ;
- un crustacé, l'Écrevisse à pattes blanches (Austropotamobius pallipes) ;
- cinq insectes dont trois lépidoptères : l'Azuré de la sanguisorbe (Phengaris teleius), le Cuivré des marais (Lycaena dispar) et le Fadet des laîches (Coenonympha oedippus) et deux odonates : l'Agrion de Mercure (Coenagrion mercuriale) et la Cordulie à corps fin (Oxygastra curtisii) ;
- sept mammifères : la Loutre d'Europe (Lutra lutra) et le Vison d'Europe (Mustela lutreola), ainsi que cinq chauves-souris : le Murin à moustaches (Myotis mystacinus), l'Oreillard roux (Plecotus auritus), la Pipistrelle de Kuhl (Pipistrellus kuhlii), le Petit rhinolophe (Rhinolophus hipposideros) et la Sérotine commune (Eptesicus serotinus) ;
- quatre oiseaux : l'Alouette lulu (Lullula arborea), le Martin-pêcheur d'Europe (Alcedo atthis), le Milan noir (Milvus migrans) et le Tarier des prés (Saxicola rubetra) ;
- trois poissons : le Chabot commun (Cottus gobio), la Lamproie de Planer (Lampetra  planeri) et le Toxostome (Parachondrostoma toxostoma) ;
- un reptile : la Cistude (Emys orbicularis).

Vingt-neuf autres espèces animales (quatre mammifères et vingt-cinq oiseaux) y ont été recensées.

## Urbanisme

### Typologie
Au 1er janvier 2024, Ronsenac est catégorisée commune rurale à habitat dispersé, selon la nouvelle grille communale de densité à 7 niveaux définie par l'Insee en 2022.
Elle est située hors unité urbaine. Par ailleurs la commune fait partie de l'aire d'attraction d'Angoulême, dont elle est une commune de la couronne,. Cette aire, qui regroupe 94 communes, est catégorisée dans les aires de 50 000 à moins de 200 000 habitants,.

### Occupation des sols
L'occupation des sols de la commune, telle qu'elle ressort de la base de données européenne d’occupation biophysique des sols Corine Land Cover (CLC), est marquée par l'importance des territoires agricoles (71,2 % en 2018), une proportion sensiblement équivalente à celle de 1990 (71 %). La répartition détaillée en 2018 est la suivante : 
terres arables (54,5 %), forêts (27,4 %), zones agricoles hétérogènes (11 %), prairies (5,7 %), zones urbanisées (1,4 %). L'évolution de l’occupation des sols de la commune et de ses infrastructures peut être observée sur les différentes représentations cartographiques du territoire : la carte de Cassini (XVIIIe siècle), la carte d'état-major (1820-1866) et les cartes ou photos aériennes de l'IGN pour la période actuelle (1950 à aujourd'hui).

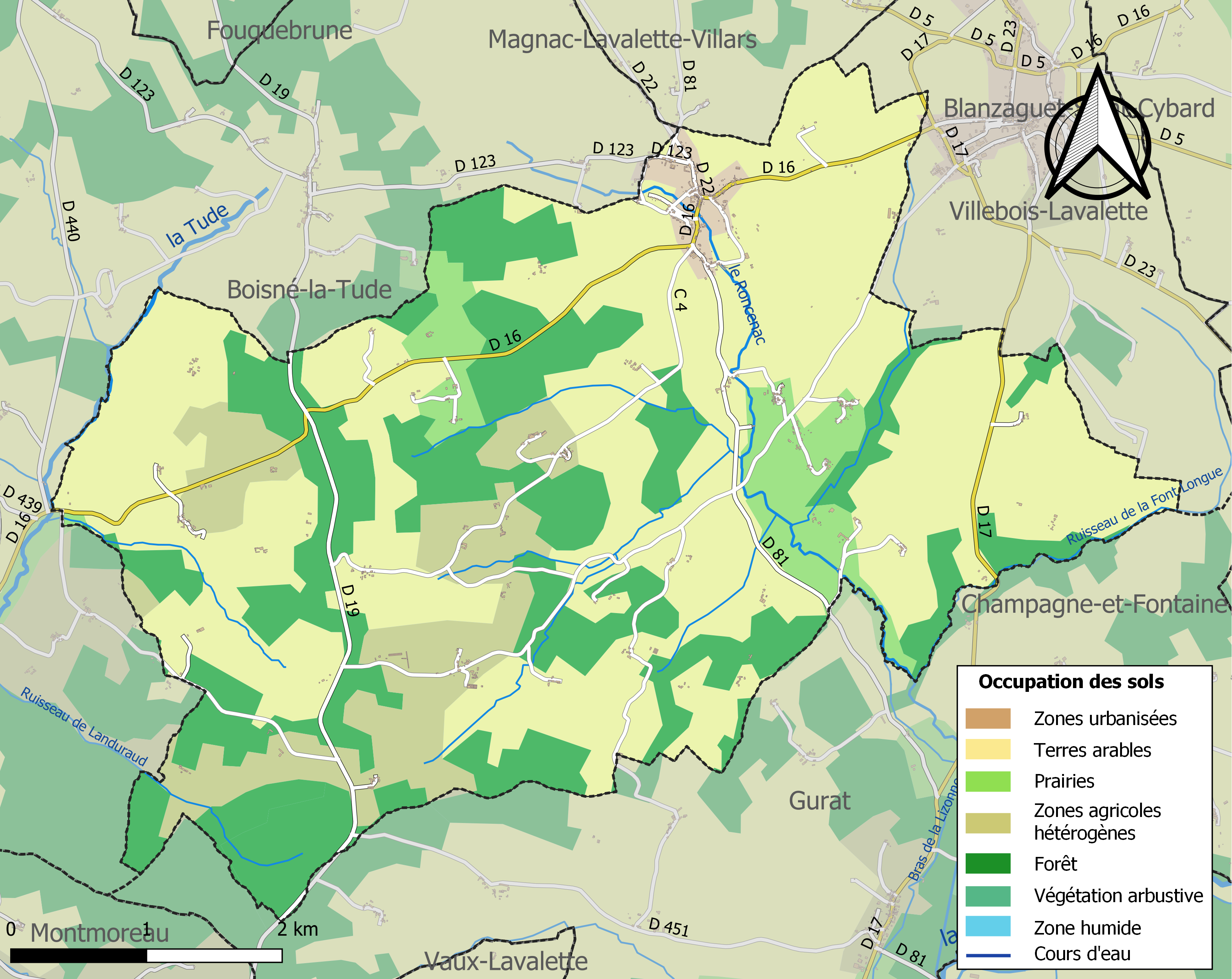
Carte des infrastructures et de l'occupation des sols de la commune en 2018 (CLC).

### Risques majeurs
Le territoire de la commune de Ronsenac est vulnérable à différents aléas naturels : météorologiques (tempête, orage, neige, grand froid, canicule ou sécheresse), inondations et séisme (sismicité faible). Il est également exposé à un risque technologique,  le transport de matières dangereuses. Un site publié par le BRGM permet d'évaluer simplement et rapidement les risques d'un bien localisé soit par son adresse soit par le numéro de sa parcelle.

#### Risques naturels
Certaines parties du territoire communal sont susceptibles d’être affectées par le risque d’inondation par ruissellement et coulée de boue, notamment la Tude. La commune a été reconnue en état de catastrophe naturelle au titre des dommages causés par les inondations et coulées de boue survenues en 1982, 1983, 1999 et 2007,.

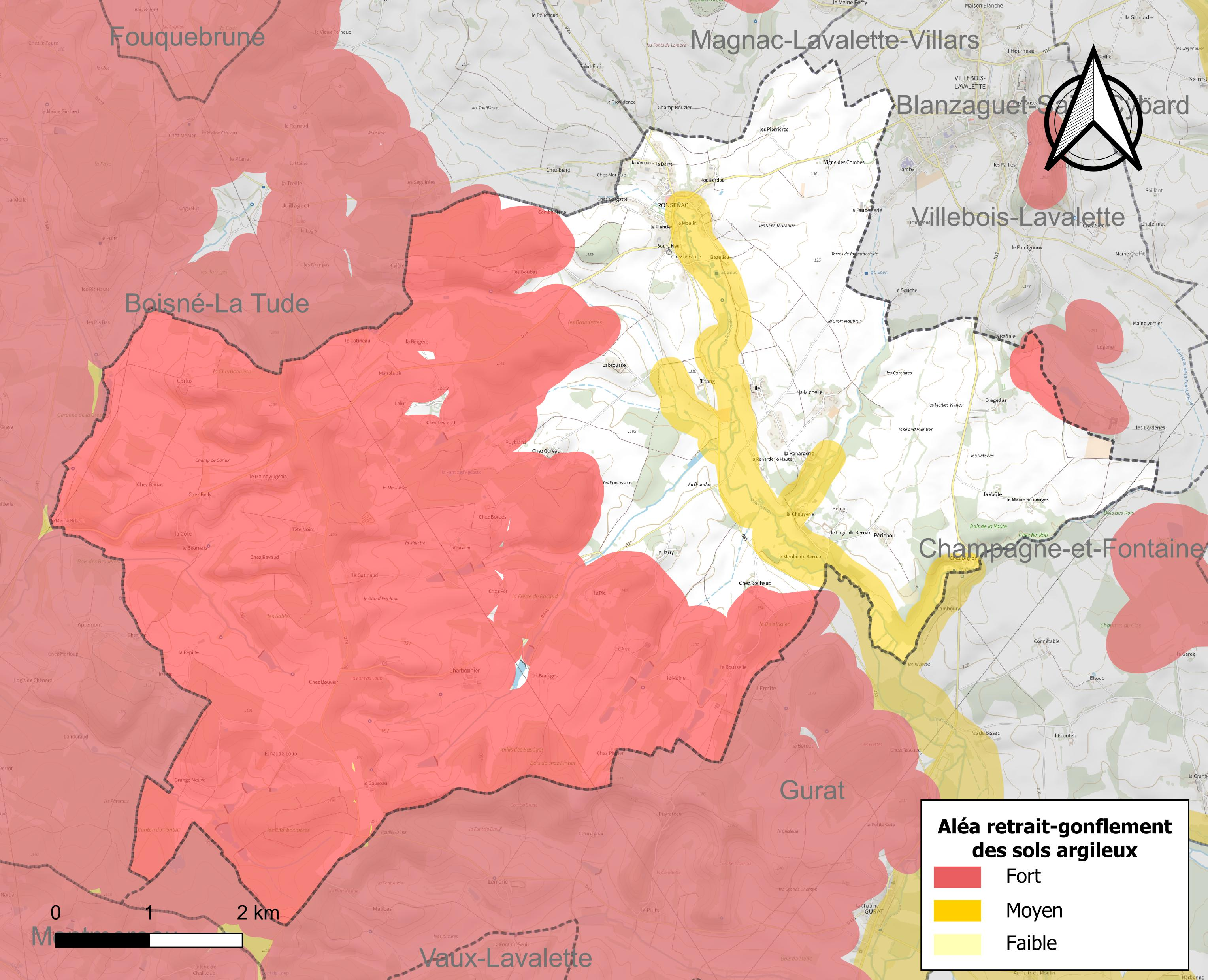
Carte des zones d'aléa retrait-gonflement des sols argileux de Ronsenac.

Le retrait-gonflement des sols argileux est susceptible d'engendrer des dommages importants aux bâtiments en cas d’alternance de périodes de sécheresse et de pluie. 66,6 % de la superficie communale est en aléa moyen ou fort (67,4 % au niveau départemental et 48,5 % au niveau national). Sur les 320 bâtiments dénombrés sur la commune en 2019,  180 sont en aléa moyen ou fort, soit 56 %, à comparer aux 81 % au niveau départemental et 54 % au niveau national. Une cartographie de l'exposition du territoire national au retrait gonflement des sols argileux est disponible sur le site du BRGM,.
Par ailleurs, afin de mieux appréhender le risque d’affaissement de terrain, l'inventaire national des cavités souterraines permet de localiser celles situées sur la commune.
Concernant les mouvements de terrains, la commune a été reconnue en état de catastrophe naturelle au titre des dommages causés par des mouvements de terrain en 1999.

#### Risques technologiques
Le risque de transport de matières dangereuses sur la commune est lié à sa traversée par une ou des infrastructures routières ou ferroviaires importantes ou la présence d'une canalisation de transport d'hydrocarbures. Un accident se produisant sur de telles infrastructures est susceptible d’avoir des effets graves sur les biens, les personnes ou l'environnement, selon la nature du matériau transporté. Des dispositions d’urbanisme peuvent être préconisées en conséquence.

## Toponymie
Les formes ancienne sont Roscenaco en 1090, Roncenaco en 1143, Rocenaco au XIIIe siècle
L'origine du nom de Roncenac remonterait à un nom de personne gallo-romain Ruscinius, dérivé de Roscius, ou Ronsinus, dérivé de Ronsus, auquel est apposé le suffixe -acum, ce qui correspondrait à Rosciniacum, « domaine de Roscinius ».

### Limite dialectale
La commune marque la limite entre la langue d'oïl (domaine du saintongeais) à l'ouest, et le domaine occitan (dialecte limousin) à l'est.

## Histoire

### Préhistoire
Grotte de la Chauverie
La grotte de la Chauverie est à environ 2,5 km sud-sud-est de Ronsenac, dans la vallée d'un affluent du ruisseau de Ronsenac. D'origine karstique, elle est faite d'un réseau de petits conduits creusés dans les calcaires du Coniacien moyen. En 1998 C. Marteau et sa fille découvrent des vestiges osseux mis au jour par un terrier de blaireau ; en 1999 J.-F. Tournepiche y fait les premières fouilles, continuées de 2003 à 2006. Plusieurs niveaux fossilifères se rapportent tous au MIS 3, plus précisément au début de cette période (~50 000 ans). 

La base du remplissage (couche C2) correspond à une fréquentation par les hyènes. 

Dans la partie centrale de l'ensemble, la couche C2 est surmontée d'une couche (SJC) pratiquement stérile, puis de deux couches (ABN et CJS) d'occupation par l'hyène en environnement plus froid. 

Dans le secteur nord la couche C2 est surmontée d'une couche (CCI) de cailloutis qui a livré un squelette d'auroch presque complet et un squelette de bison : ces animaux auraient été piégés par le petit aven formé par le couloir. Au-dessus, une couche de limon brun épaisse de 1 à 2 m a livré seulement quelques outils lithiques, dont des bifaces. Les 136 éléments lithiques recueillis datent essentiellement du Moustérien, sauf une portion distale de pointe de Châtelperron et quelques lames ou fragments de lames.
Dolmen de Chez Vinaigre

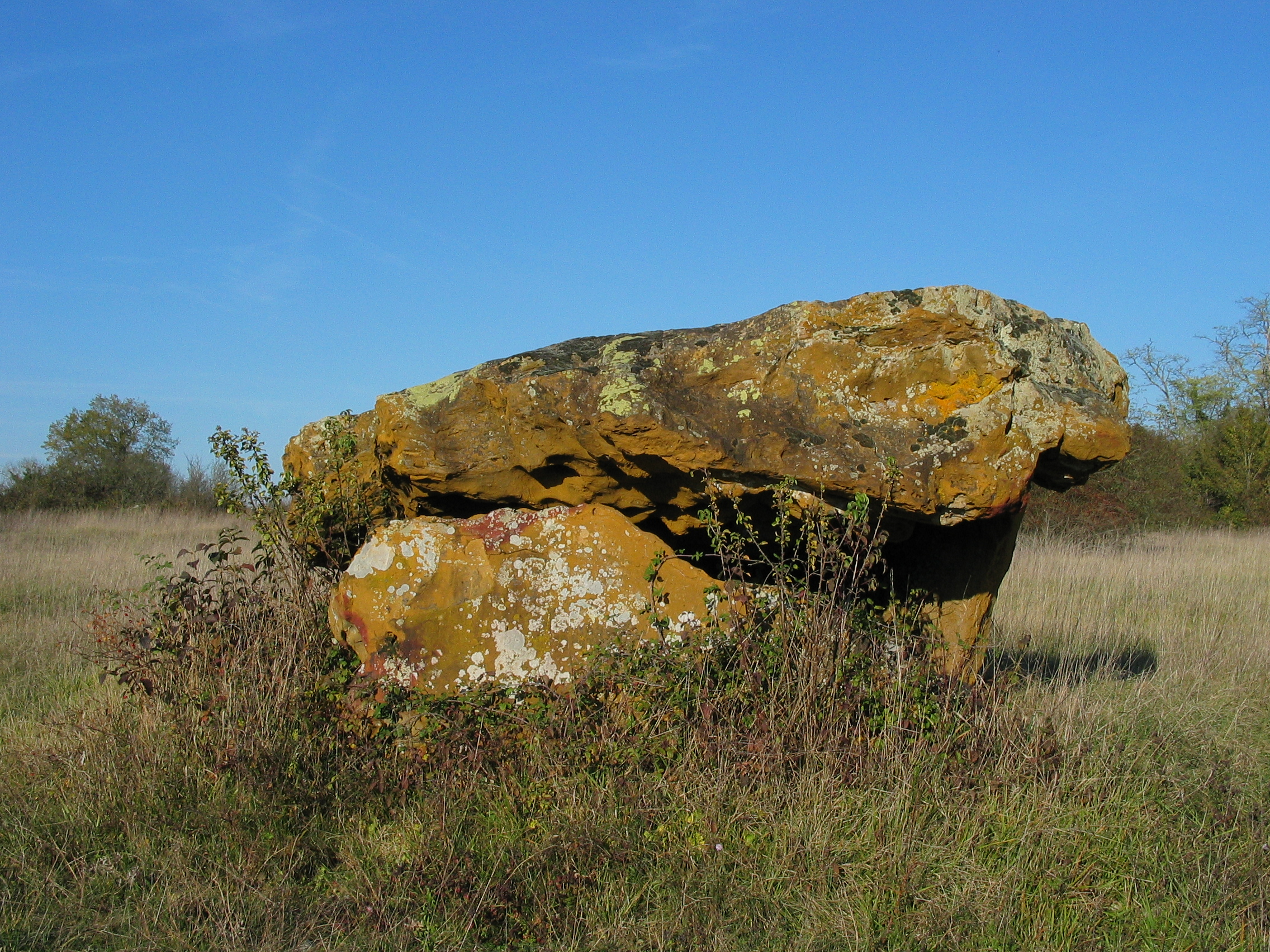
Dolmen de Chez Vinaigre.

Le dolmen de Chez Vinaigre près de Bernac et Périchou, à ~3,5 km au sud du bourg, daterait de 6 000 ans.

### Antiquité
La voie romaine de Saintes à Périgueux, appelée en Charente le chemin Boisné, passait au nord-est de la commune. Les archéologues pensent localiser sur cette voie et pas loin de la commune la mansion (village-étape romain) de Sarrum qui figure sur la carte de Peutinger, même si aucune trace décisive n'a encore été trouvée à ce jour.
On a retrouvé récemment une tombe gallo-romaine dans un champ à l'Étang. On a aussi retrouvé des vestiges de l'époque mérovingienne près du cimetière (sarcophages wisigoths ou francs).

### Moyen-Âge
La paroisse était située à la limite entre les diocèses d'Angoulême et de Périgueux.
Entre le Xe et XVIIIe siècles, Ronsenac est le siège d'une viguerie, alors dans le diocèse de Périgueux, rattachée ensuite avec les six autres vigueries du comté d'Angoulême, qui en compte une vingtaine à la suite de son extension au XIe siècle.
Sous l'Ancien Régime, l'ancien château de Ronsenac, situé près de l'église, était le siège d'une importante seigneurie qui appartenait à la famille Arnaud, dont une branche était à Bouëx et l'autre à Champniers. Au XVIIe siècle, Pierre Arnaud est plusieurs fois maire d'Angoulême. Son fils, André, seigneur de Ronsenac, conseiller au présidial, meurt en 1782 à l'âge de 82 ans.

### XXesiècle
Pendant la première moitié du XXe siècle, la commune est desservie par la petite ligne ferroviaire d'intérêt local à voie métrique des Chemins de fer économiques des Charentes allant de Blanzac à Villebois-Lavalette appelée le Petit Mairat. La gare était au nord du bourg.

### XXIesiècle
Au début de ce siècle, la commune produisait des truffes assez renommées. Le lait des vaches était recueilli par une importante laiterie coopérative.

## Administration

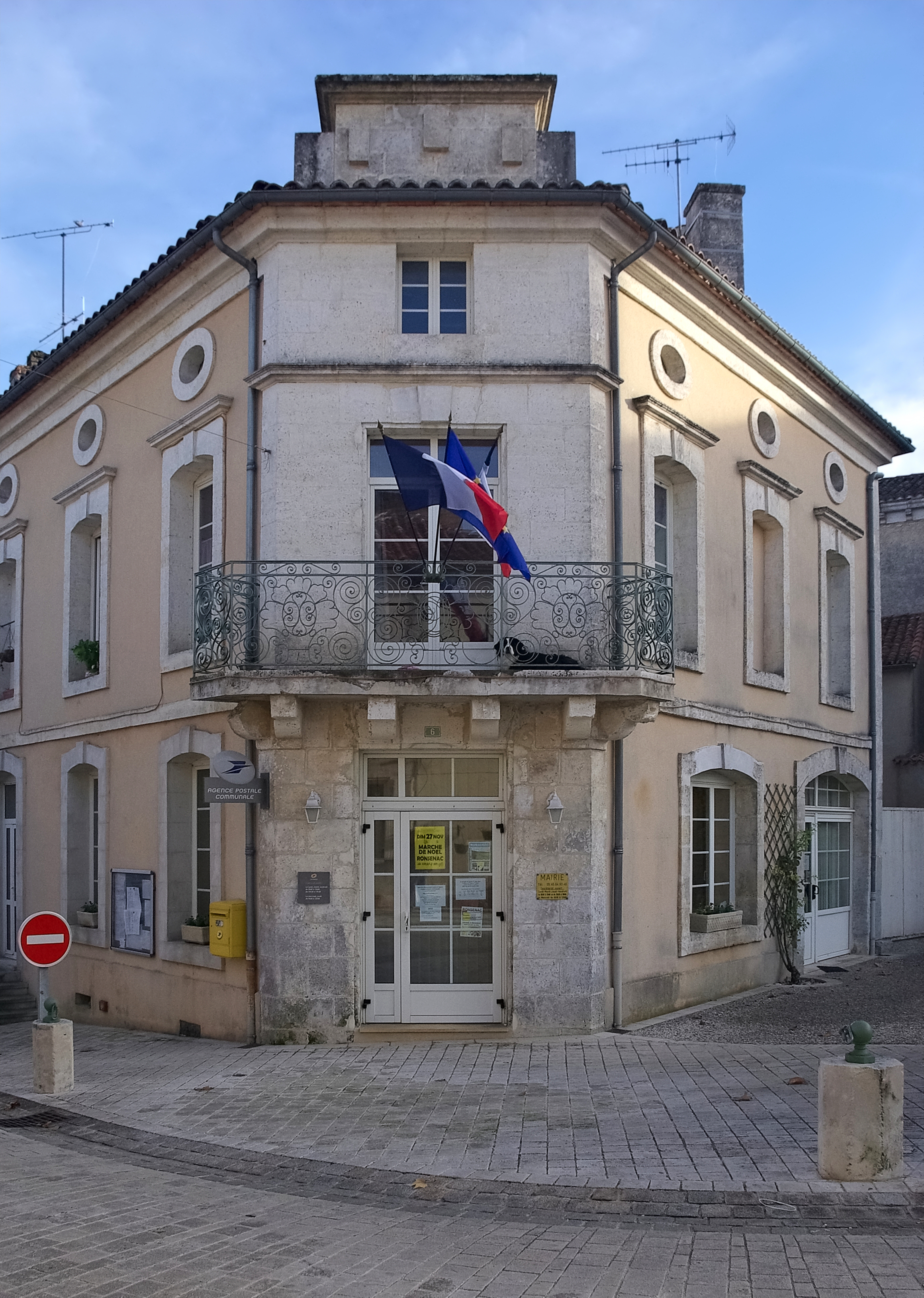
Mairie de Ronsenac.

| Période                                  | Période  | Identité          | Étiquette | Qualité              |
| ---------------------------------------- | -------- | ----------------- | --------- | -------------------- |
| Les données manquantes sont à compléter. |          |                   |           |                      |
| 2001                                     | 2009     | Bernard Gaudou    | SE        | Directeur commercial |
| 2009                                     | en cours | Jean-Paul Guillon |           |                      |

## Démographie

### Évolution démographique
L'évolution du nombre d'habitants est connue à travers les recensements de la population effectués dans la commune depuis 1793. Pour les communes de moins de 10 000 habitants, une enquête de recensement portant sur toute la population est réalisée tous les cinq ans, les populations de référence des années intermédiaires étant quant à elles estimées par interpolation ou extrapolation. Pour la commune, le premier recensement exhaustif entrant dans le cadre du nouveau dispositif a été réalisé en 2006.

En 2022, la commune comptait 571 habitants, en évolution de −0,17 % par rapport à 2016 (Charente : −0,48 %, France hors Mayotte : +2,11 %).
| 1793  | 1800  | 1806  | 1821  | 1831  | 1841  | 1846  | 1851  | 1856  |
| ----- | ----- | ----- | ----- | ----- | ----- | ----- | ----- | ----- |
| 1 154 | 1 201 | 1 192 | 1 242 | 1 156 | 1 219 | 1 214 | 1 174 | 1 165 |

| 1861  | 1866  | 1872  | 1876  | 1881 | 1886 | 1891 | 1896 | 1901 |
| ----- | ----- | ----- | ----- | ---- | ---- | ---- | ---- | ---- |
| 1 120 | 1 101 | 1 065 | 1 100 | 966  | 927  | 834  | 830  | 740  |

| 1906 | 1911 | 1921 | 1926 | 1931 | 1936 | 1946 | 1954 | 1962 |
| ---- | ---- | ---- | ---- | ---- | ---- | ---- | ---- | ---- |
| 762  | 747  | 666  | 647  | 627  | 609  | 619  | 583  | 534  |

| 1968 | 1975 | 1982 | 1990 | 1999 | 2006 | 2011 | 2016 | 2021 |
| ---- | ---- | ---- | ---- | ---- | ---- | ---- | ---- | ---- |
| 506  | 470  | 515  | 526  | 548  | 548  | 589  | 572  | 571  |

| 2022 | - | - | - | - | - | - | - | - |
| ---- | - | - | - | - | - | - | - | - |
| 571  | - | - | - | - | - | - | - | - |

### Pyramide des âges
La population de la commune est relativement âgée.
En 2018, le taux de personnes d'un âge inférieur à 30 ans s'élève à 28,6 %, soit en dessous de la moyenne départementale (30,2 %). À l'inverse, le taux de personnes d'âge supérieur à 60 ans est de 35,6 % la même année, alors qu'il est de 32,3 % au niveau départemental.
En 2018, la commune comptait 274 hommes pour 297 femmes, soit un taux de 52,01 % de femmes, légèrement supérieur au taux départemental (51,59 %).
Les pyramides des âges de la commune et du département s'établissent comme suit.
| Hommes | Classe d’âge | Femmes |
| ------ | ------------ | ------ |
| 0,0    | 90 ou +      | 2,1    |
| 10,5   | 75-89 ans    | 11,1   |
| 25,0   | 60-74 ans    | 22,5   |
| 19,4   | 45-59 ans    | 22,0   |
| 15,7   | 30-44 ans    | 14,4   |
| 10,1   | 15-29 ans    | 12,0   |
| 19,3   | 0-14 ans     | 15,8   |

| Hommes | Classe d’âge | Femmes |
| ------ | ------------ | ------ |
| 1      | 90 ou +      | 2,7    |
| 9,2    | 75-89 ans    | 12     |
| 20,6   | 60-74 ans    | 21,3   |
| 20,7   | 45-59 ans    | 20,3   |
| 16,8   | 30-44 ans    | 16     |
| 15,6   | 15-29 ans    | 13,4   |
| 16,1   | 0-14 ans     | 14,3   |

## Économie

### Agriculture
La viticulture occupe une partie de l'activité agricole. La commune est classée dans les Fins Bois, dans la zone d'appellation d'origine contrôlée du cognac.

## Équipements, services et vie locale

### Enseignement
L'école est un RPI entre Charmant et Ronsenac. Ronsenac accueille l'école primaire, et Charmant l'école élémentaire. L'école de Ronsenac accueille deux classes de maternelle et une classe d'élémentaire. Le secteur du collège est Villebois-Lavalette.

## Lieux et monuments
- Le prieuré Saint-Jean-Baptiste. La fondation de ce monastère se situe entre 1081 et 1101 à la suite de la donation de l'église de Ronsenac par l'évêque de Périgueux à Hugues, abbé de Cluny. Situé à quelques centaines de mètres hors du diocèse d'Angoulême, il sera l'un des seuls prieurés clunisiens en Périgord avec celui de La Rochebeaucourt. Pendant la guerre de Cent Ans, la région est très éprouvée le prieuré est alors remanié. En 1684 le prieuré est donné pour partie aux bénédictins anglais chassés de leur pays. Vendu comme bien national après la Révolution, il est séparé de l'église qui devient paroissiale[48]. Il sert alors de ferme et sort de l'abandon en 1987.  Il est rapidement classé monument historique depuis 1990[49]. Des travaux importants de recherches archéologiques et de restauration y sont entrepris depuis lors.

L'ancien prieuré
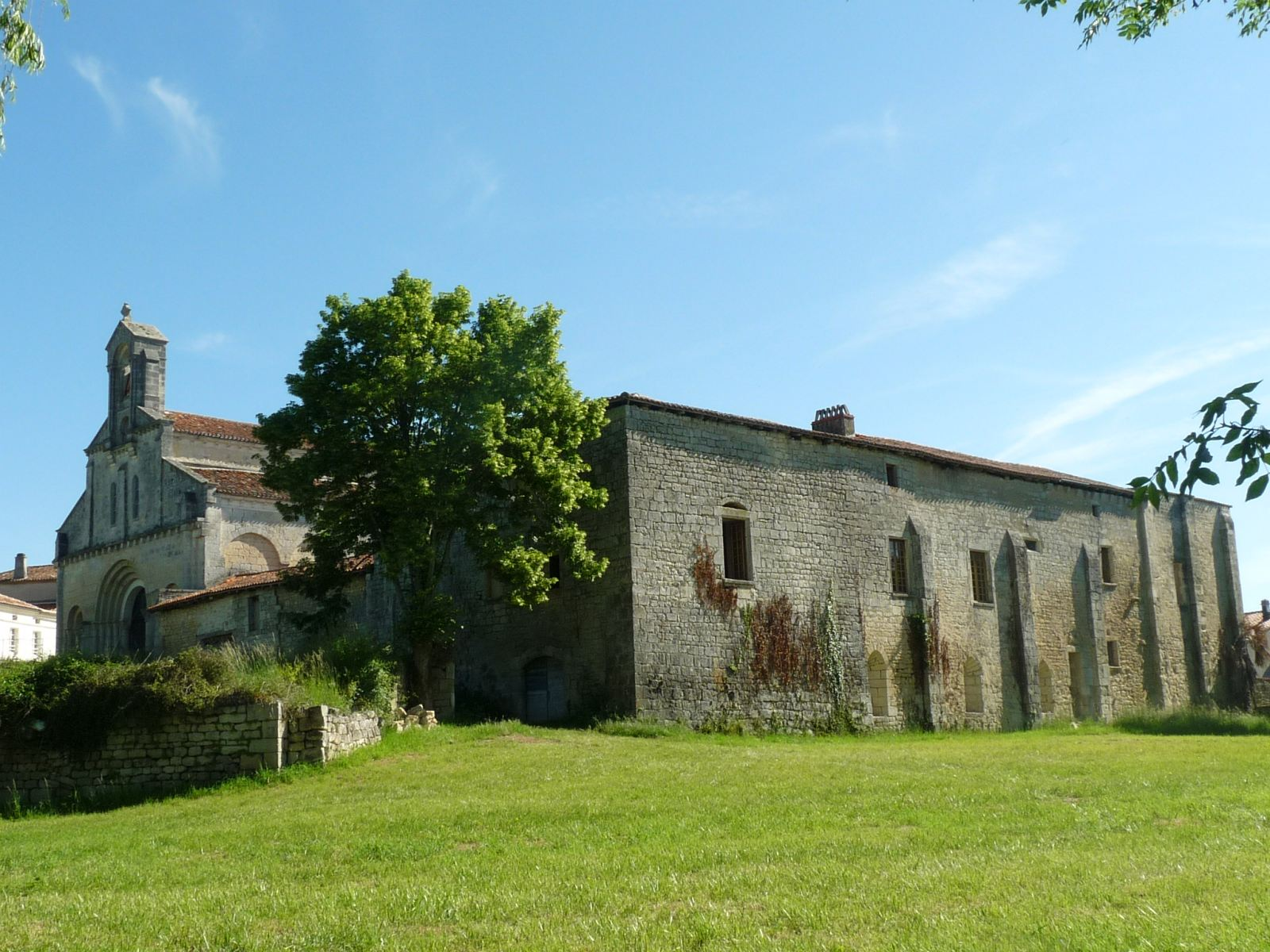
Vue d'ensemble, avec l'église.
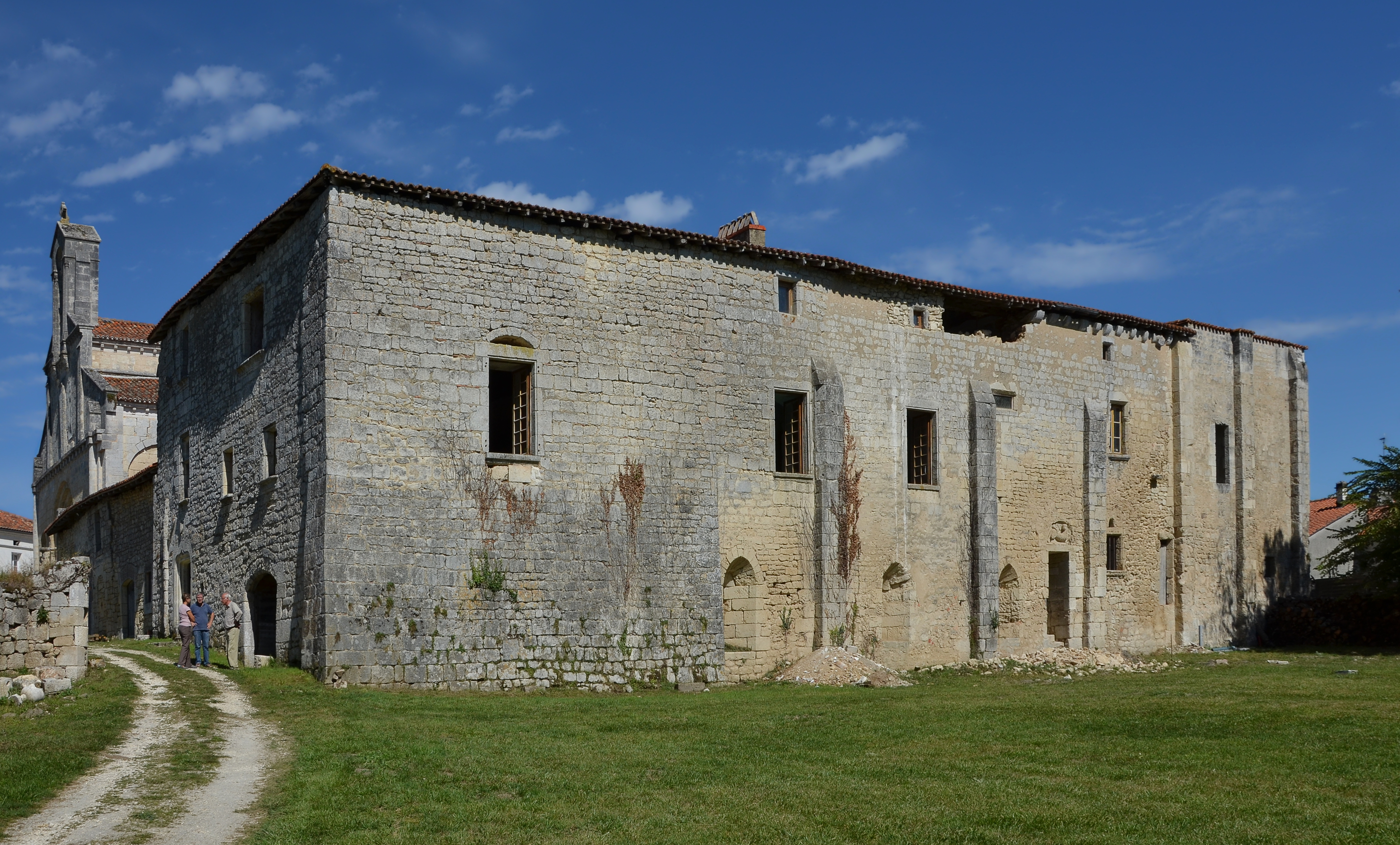
La façade sud.
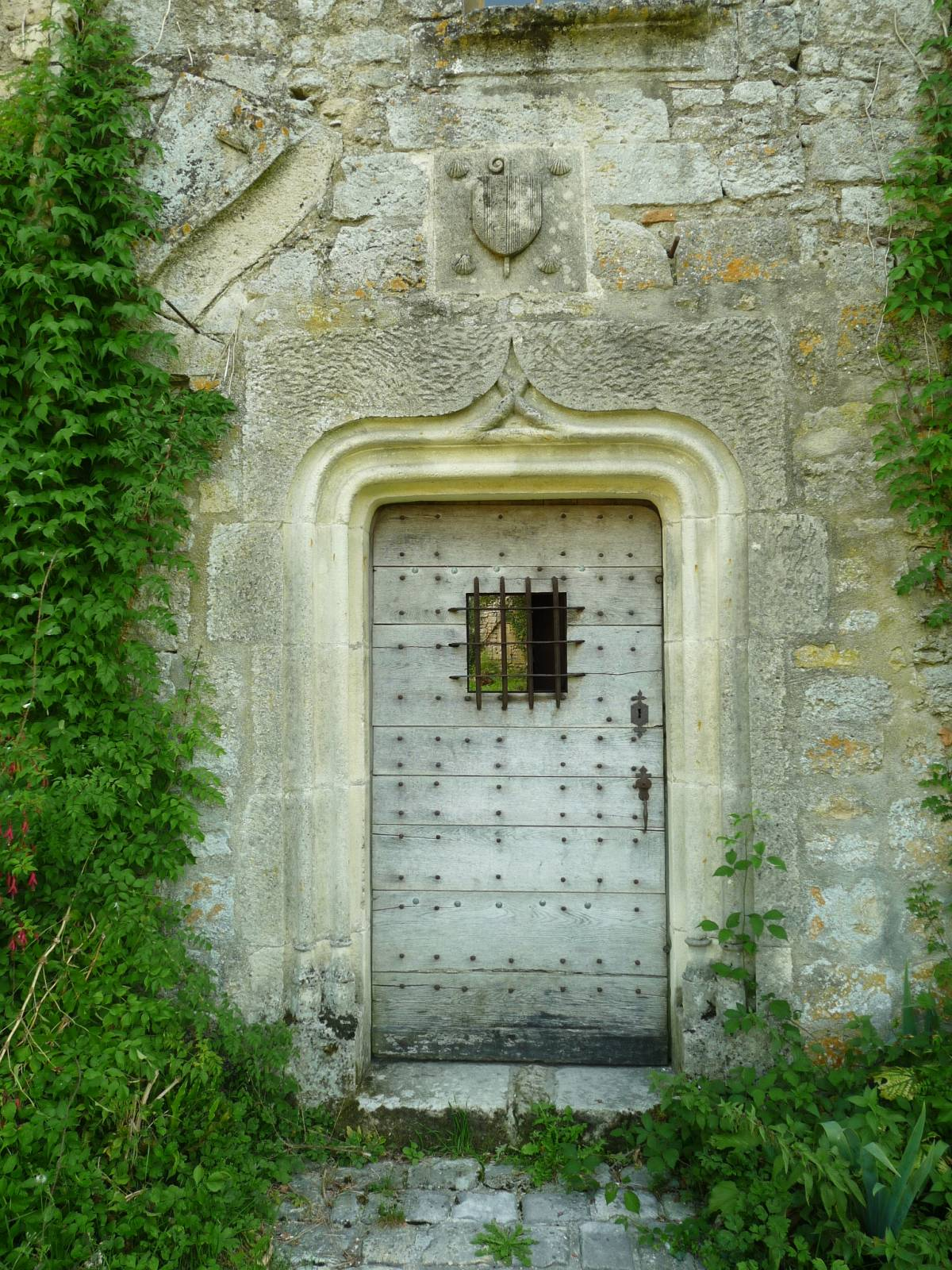
Porte latérale.
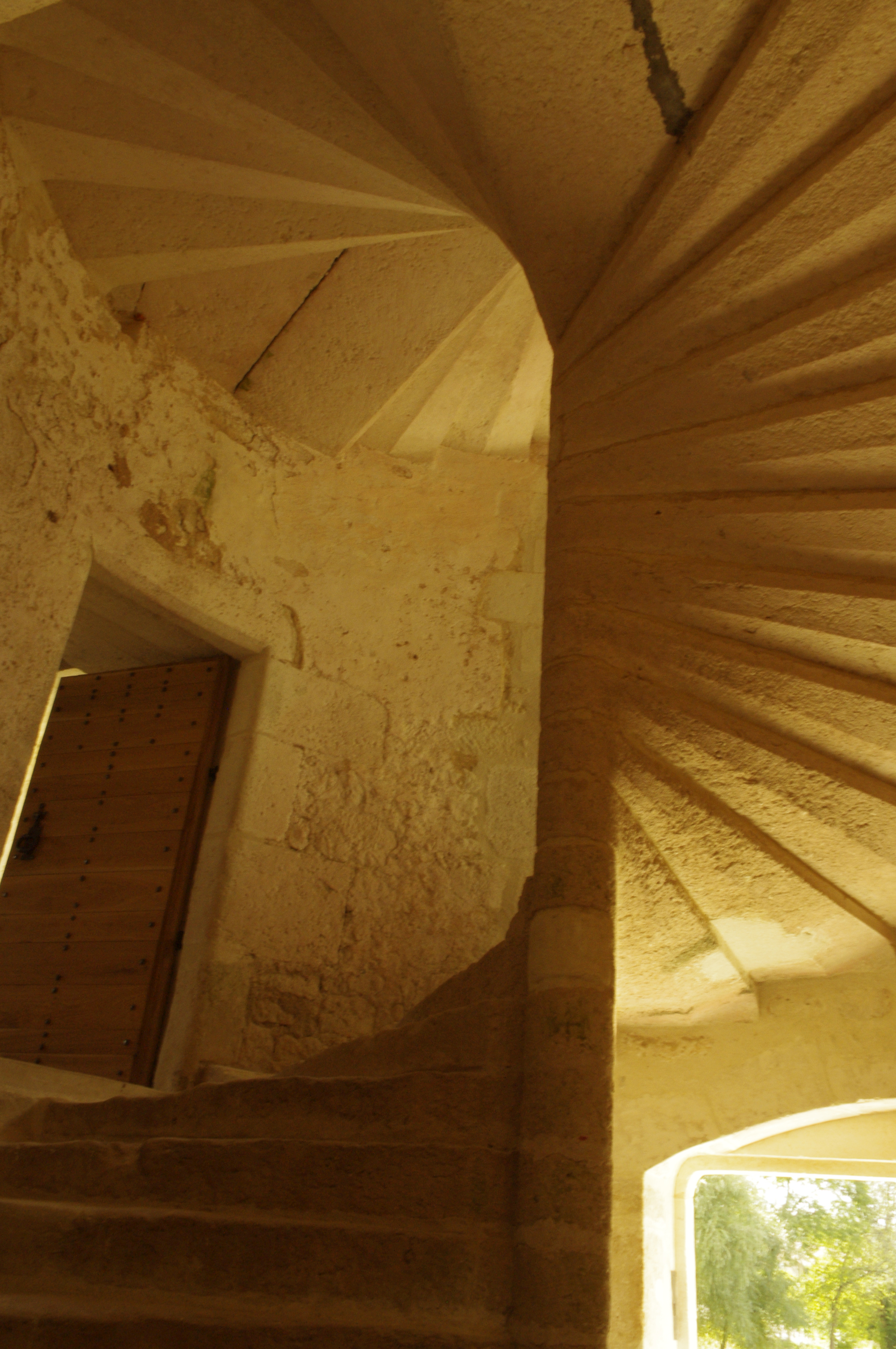
Cage d'escalier.
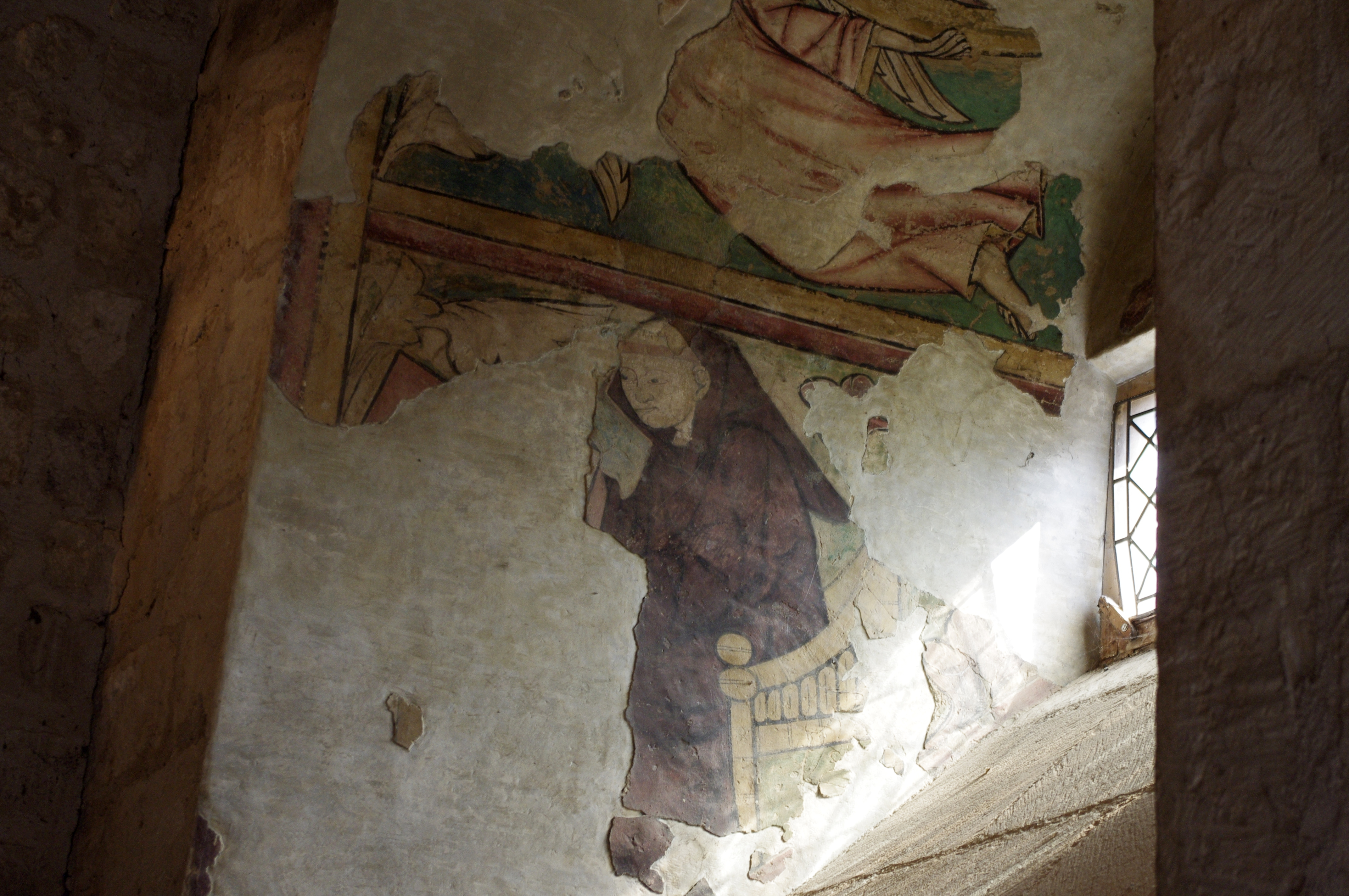
Fresque du moine lecteur.

- L'église Saint-Jean-Baptiste, adossée au prieuré, a remplacé son ancienne église dont le chœur s'est effondré au XVIe siècle. Depuis la Révolution, l'église est paroissiale, à la suite de l'abandon du prieuré[48]. De l'église prieurale, il ne reste que la nef et les chapiteaux décorés[50].

L'église Saint-Jean-Baptiste
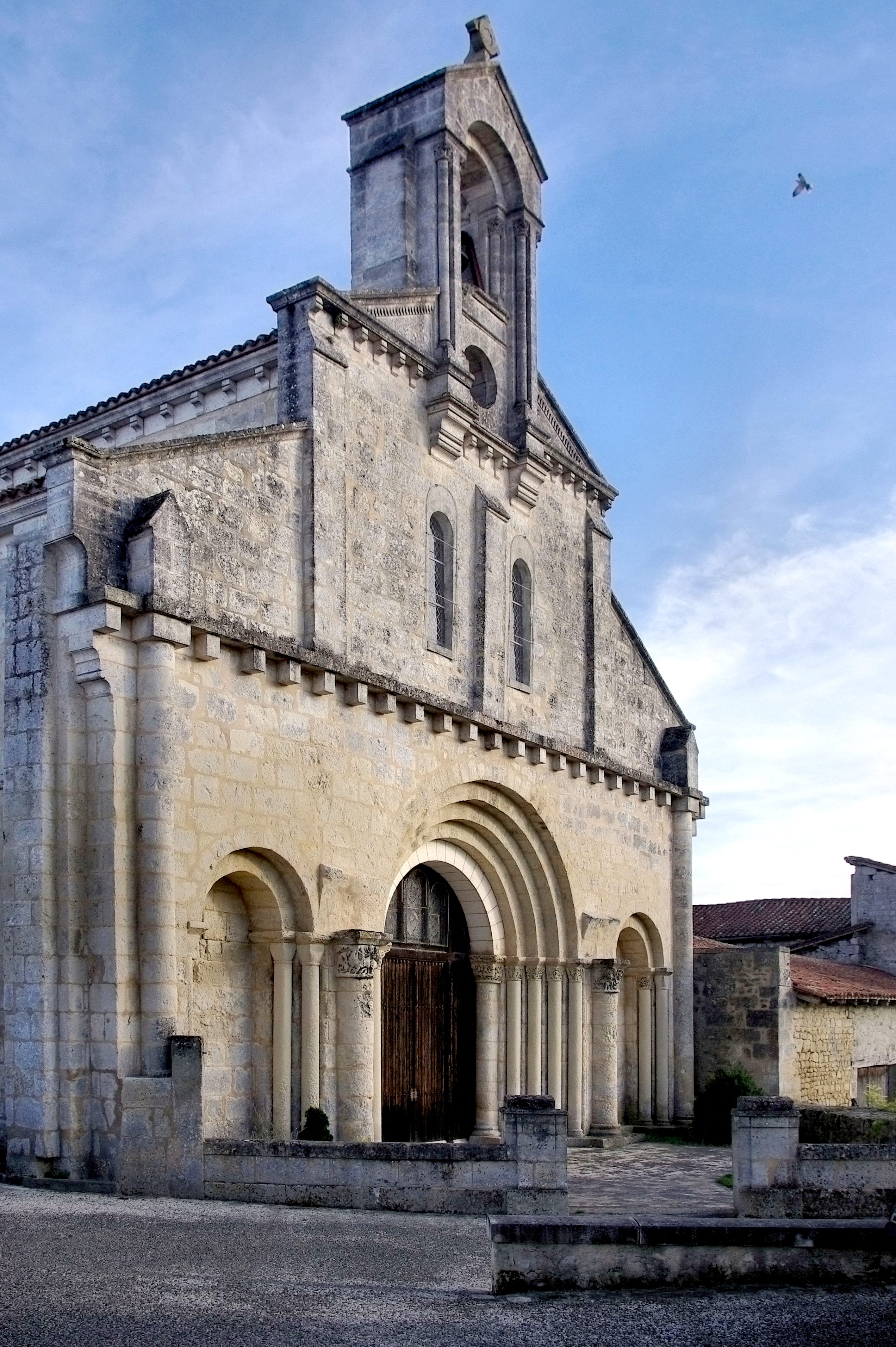
La façade.
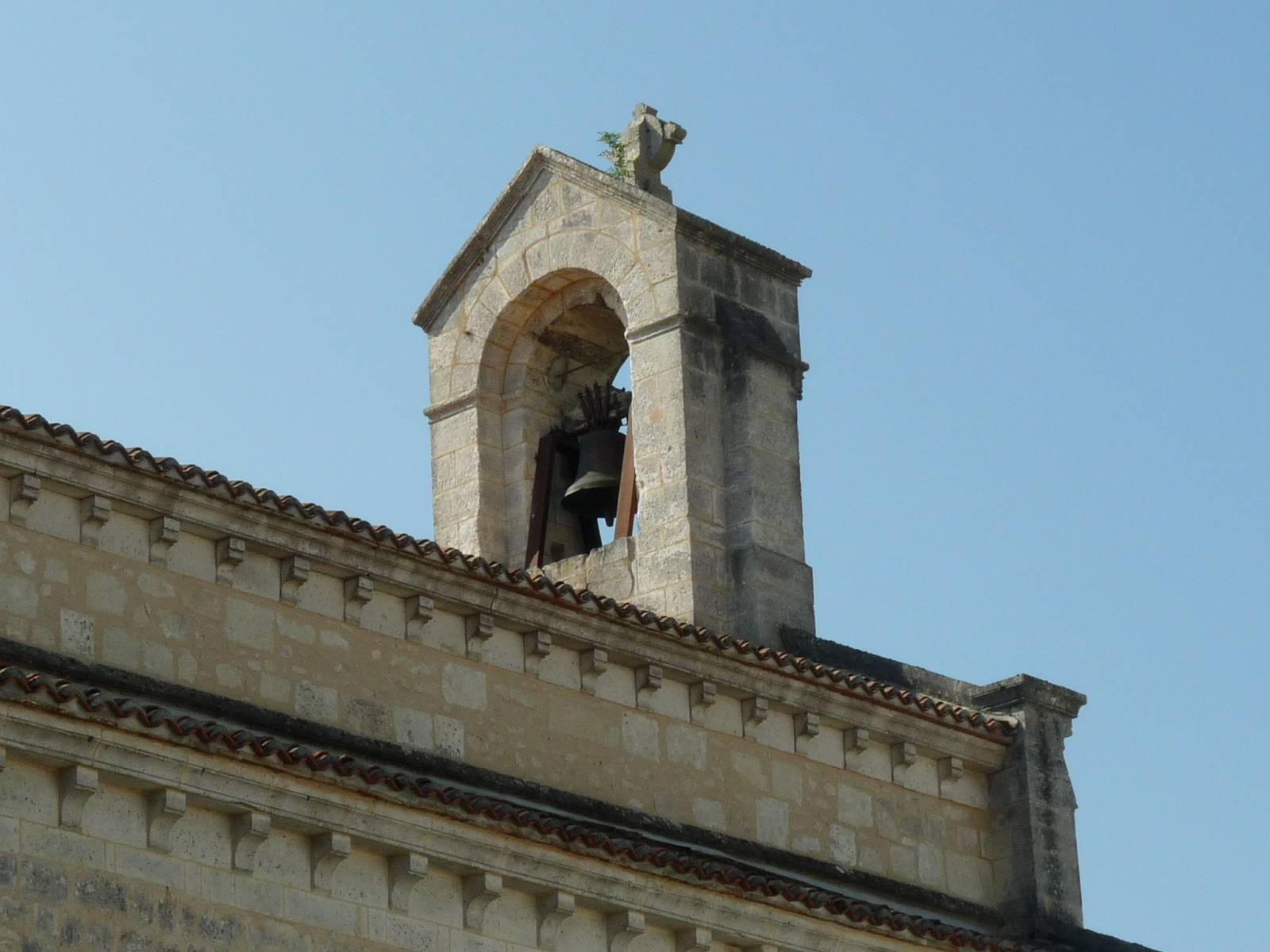
Le clocher.
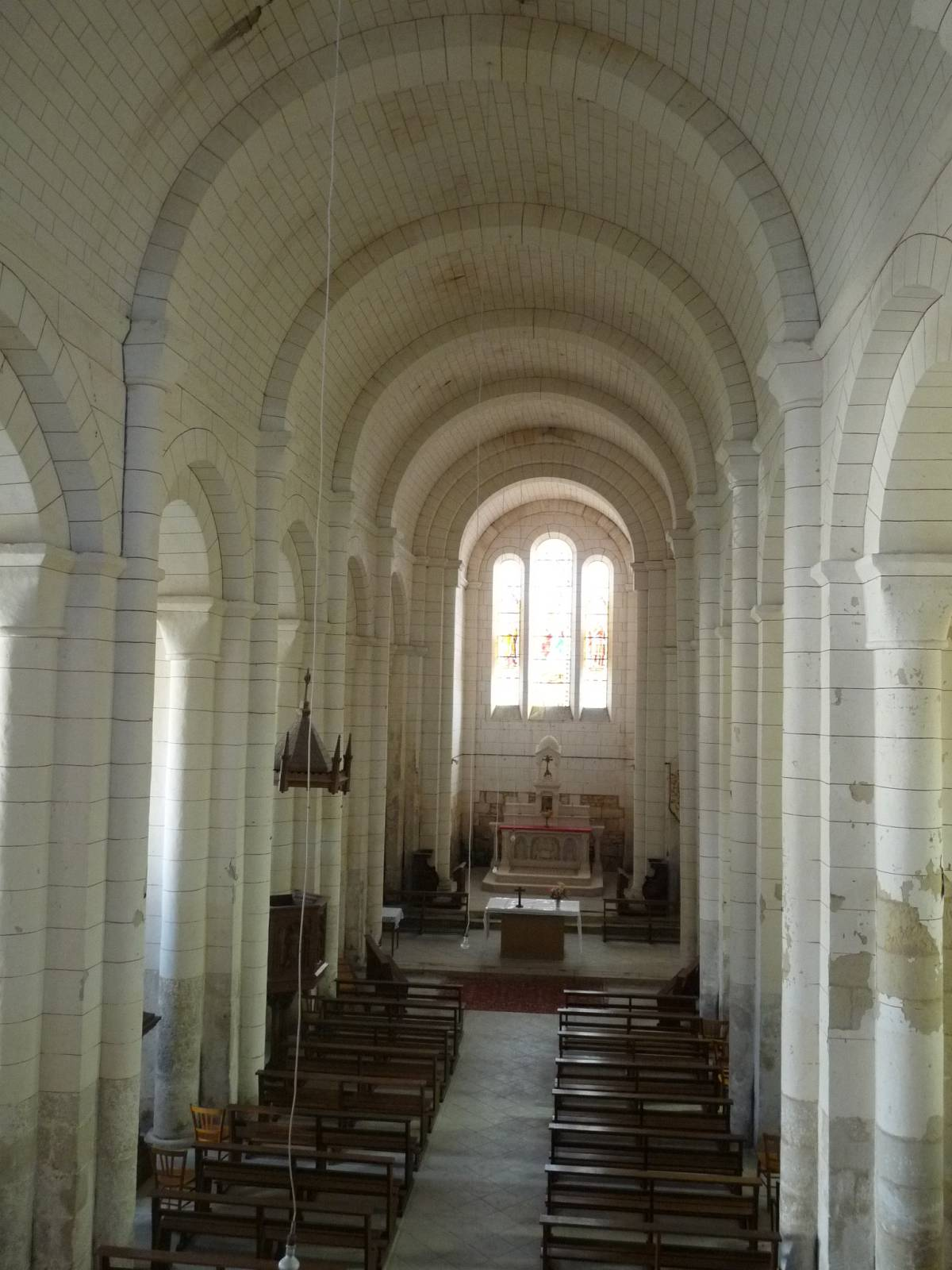
L'intérieur.

- En bas du bourg, on peut trouver la Fontaine légendaire, source dont l'eau limpide et fraîche est fort bienvenue en été. C'est la source du Ronsenac.

La fontaine légendaire
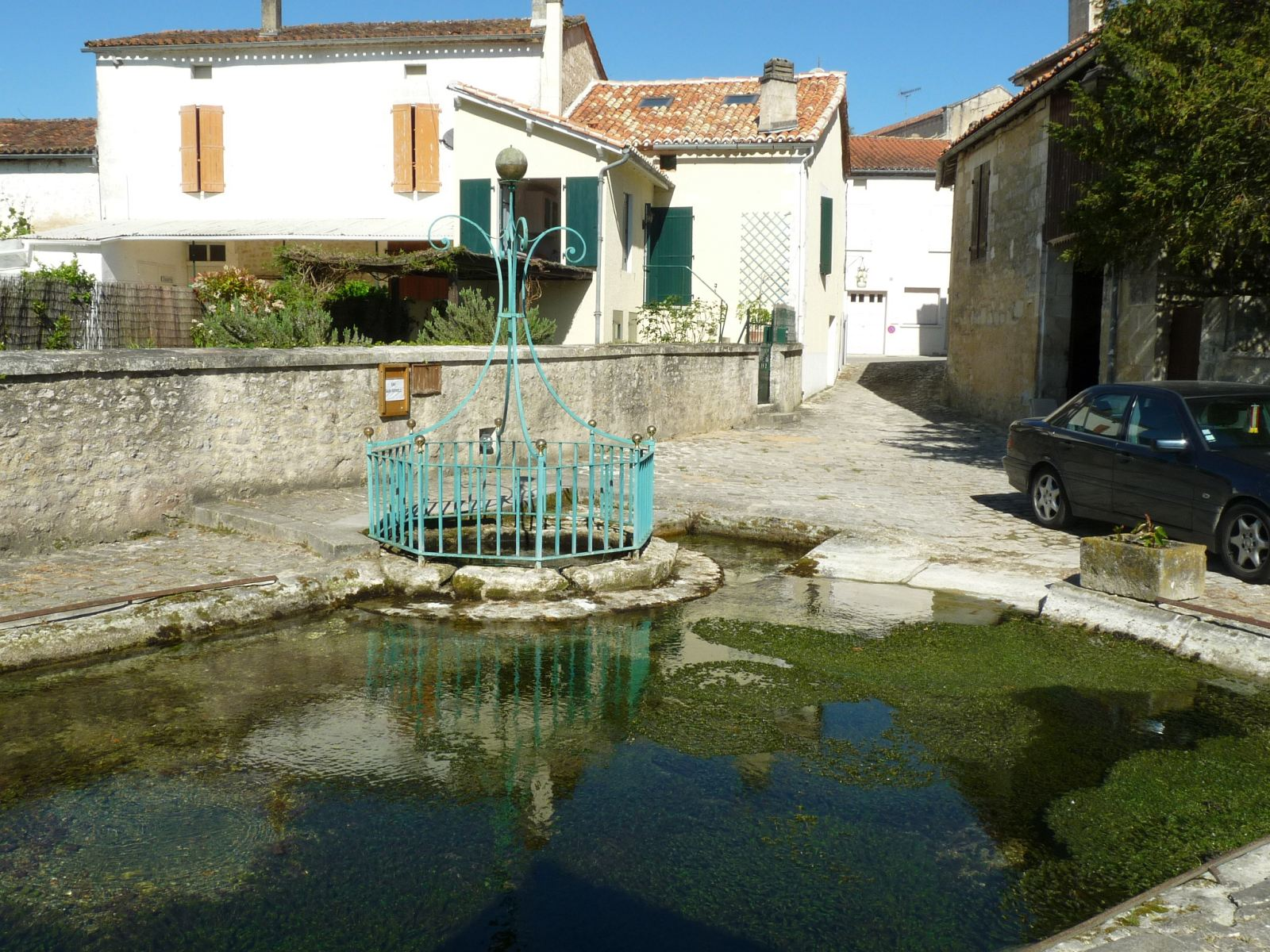
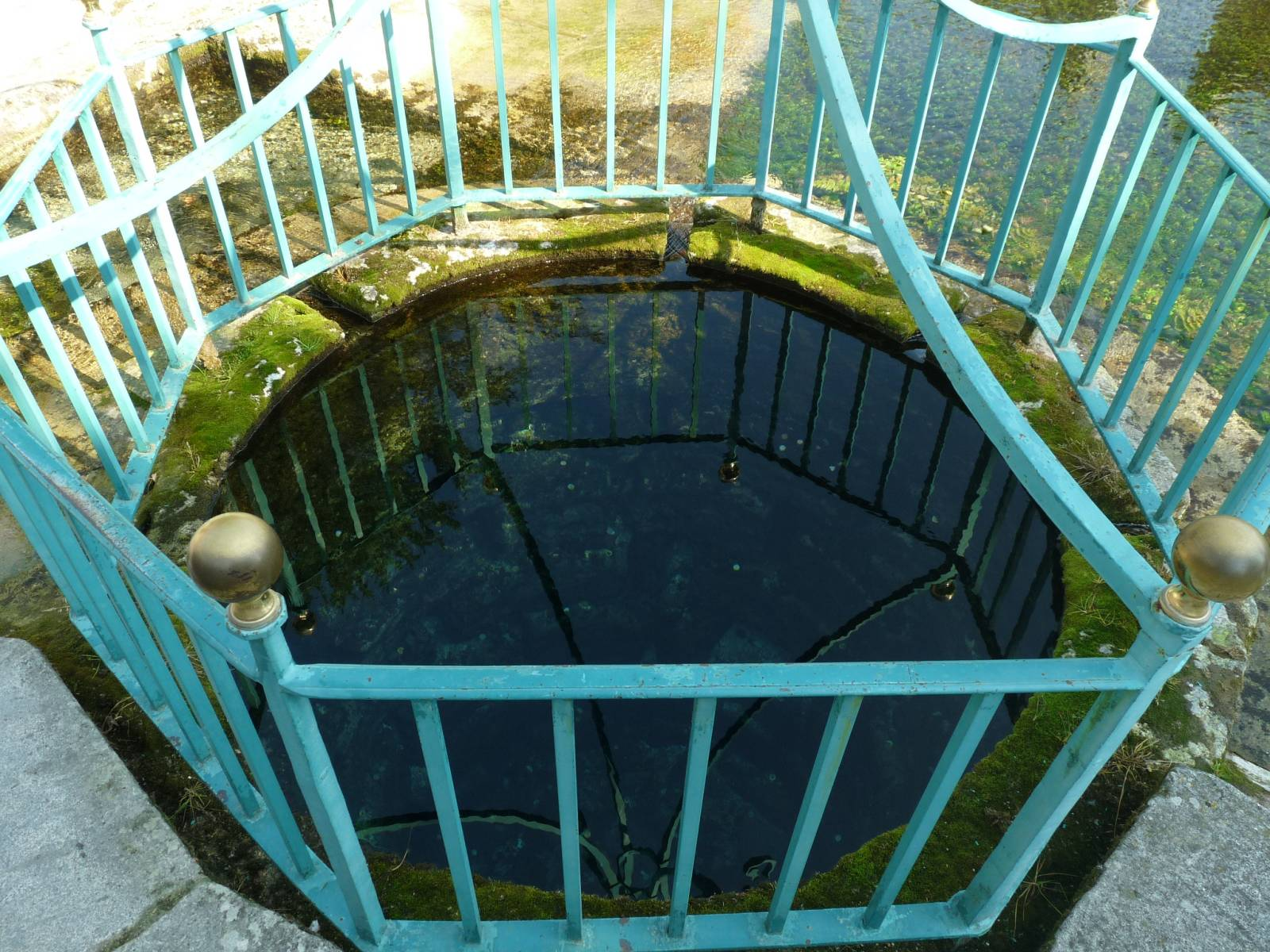

- Le dolmen de Chez Vinaigre est un dolmen en pierre rouge, situé à ce lieu-dit[51]. 45° 26′ 58″ N, 0° 16′ 17″ E

## Personnalités liées à la commune
- Nicolas-Prosper Gellibert des Seguins (1788-1861), général français et député de la Charente sous Napoléon III, est né à Ronsenac, où sa famille possédait le domaine de Brègedus depuis le milieu du XVIIIe siècle.
- Étienne Gellibert des Seguins (1852-1906), petit-fils du précédent, député et conseiller général, fut maire de Ronsenac.
- Olympe Dupas (1876-1932), violoniste, professeur de musique et chef d'orchestre, né à Ronsenac.